# Остров разочарования
«Остров разочарования» — сатирический антимилитаристский и антикапиталистический роман Л. Лагина, написанный в 1947—1950 гг.

## Сюжет
Действие романа происходит в конце Второй мировой войны (1944 г.). В результате нападения немецких подводных лодок на союзный караван тонет один из кораблей — «Айрон буль». Спастись от смерти удается лишь пяти членам экипажа — американцам Фламери и Мообсу, англичанам Смиту и Цератоду, а также советскому морскому офицеру Егорычеву. Судьба забрасывает их на неизвестный остров. Проведённая разведка показывает, что на острове находится небольшой немецкий гарнизон, состоящий из четырёх эсэсовцев. Пользуясь внезапностью, Егорычев и кочегар Смит захватывают немцев в плен (при этом двое эсэсовцев гибнут). Союзники становятся хозяевами острова. При этом на острове обитает весьма странное коренное население — с одной стороны, аборигены находятся на первобытной стадии развития, с другой — хорошо говорят на английском языке, носят английские имена и фамилии, знают наизусть произведения Шекспира (в зависимости от заслуг или преступлений островитянину могут изменить его имя на имя героя произведения Шекспира — например, Ромео (за заслуги) или Полоний (за проступки)).
Тем временем прибывшие союзники осваиваются на острове. Наиболее активную деятельность развивает Егорычев и примкнувший к нему кочегар Смит. Фламери, Цератод и Мообс ведут себя пассивно, настаивают на освобождении пленных немцев (командир гарнизона майор фон Фремденгут — старый деловой партнер Фламери) и пытаются всячески прибрать к рукам власть на острове с целью его колонизации в пользу своих стран.
Егорычев пытается разобраться — с какой целью на этом богом забытом острове был оставлен немецкий гарнизон. Ему также приходится прилагать громадные усилия, чтобы не допустить ссоры между «союзниками». В отношении коренного населения политика Егорычева-Смита и Фламери-Цератода-Мообса тоже разнится. Фламери прибегает к провокациям, пытаясь поссорить между собой население деревень, всячески поощряет своих сателлитов из числа наименее уважаемых аборигенов и т. д. В конце концов Егорычев и Смит отделяются от бывших союзников.
Фламери при поддержке Мообса освобождает немцев. Оппортунист Цератод не может возразить — против него (англичанина) два американца, и его позиции потеряны. Всё это ведет к постоянным противоречиям между союзниками. В то же время все они признают опасность распространения Егорычевым коммунистических идей среди местного населения — все это помешает впоследствии захватить остров. Поэтому совместно с освобождёнными немцами союзники совершают карательную вылазку в деревню, где живут Егорычев и Смит. Егорычева ранят, но вылазка проваливается. Аборигены, обозлённые нападением, объявляют союзников вне закона, предлагая покинуть остров, а виновных в убийствах местного населения эсэсовцев отдать на расправу.
Тем временем Егорычев и Смит находят старинную рукопись — предсмертное послание первого европейца, высадившегося на острове Разочарования — англичанина Джошуа Пентикоста (предка Фламери). Его высадили на остров после ссоры вместе с тремя десятками захваченных в Африке рабов. Используя огнестрельное оружие и став, по сути, диктатором острова, названного им островом Разочарования, Пентикост обучил рабов английскому языку и литературе. Джошуа надеялся впоследствии продать образованных рабов втридорога. Но, чувствуя приближение смерти, автор послания собирался покончить с собой в тайне от своих рабов, дабы сохранить веру в бессмертие и божественность белого человека. Становится ясно, откуда на тропическом острове представители негроидной расы и почему они обожествляют белых.
Фламери и его союзники понимают, что сила отныне на стороне коренного населения (огнестрельное оружие перед уходом Егорычева и Смита было поделено пополам) и что необходимо действовать хитростью — выманить Егорычева и вождей на переговоры и уничтожить. Фламери также понимает, что задачей немцев на этом острове было испытание ядерного оружия и предлагает использовать его. Майору СС Фремденгуту эта идея не по душе — ему приказано дождаться немецкого судна, — но выбора нет.
Установив бомбу в месте предполагаемых переговоров, майор Фремденгут вдруг замечает появившееся на горизонте судно под фашистским флагом. Немедленно расстреляв бывших «англо-американских друзей», немцы стремятся обезвредить бомбу, но опаздывают и погибают при взрыве. Атомный взрыв будит дремавший на острове вулкан — при его извержении тонет немецкий корабль.
Егорычев, Смит и бо́льшая часть населения спаслись в пещерах острова. Впоследствии Смит и Егорычев возвращаются домой на построенном плоту.

## Параллели
Поскольку книга была написана в период с 1947 по 1950 г. (первый виток Холодной войны), то в книге прослеживается аллегория внешнеполитических событий этого периода. Так, высадка союзников на острове и пленение немецкого гарнизона ассоциируется с оккупацией Германии. Отделение Егорычева (СССР) от Фламери (США) и Цератода (Великобритания) — образование «железного занавеса». Также аллегорично использование по инициативе американца Фламери ядерного оружия.